# Farligt möte (roman)
Farligt möte (tyska: Eine gefährliche Begegnung) är en roman av den tyske författaren Ernst Jünger. Boken handlar om en mordutredning i Paris i slutet av 1800-talet.

## Utgivning
Boken gavs ut 1985 av förlaget Klett-Cotta i Stuttgart, Tyskland. Den utkom på svenska 1987 i översättning av Stig Jonasson på bokförlaget Interculture.